# Огрозд
Огрозд (лат. Ribes uva-crispa) врста је воћа из рода рибизли (Ribes).

## Опис биљке
Огрозд је жбун висине 1–3 m. Стабло је покривено трновима и наизменично постављеним тро- до петорежњевитим листовима. Цветови поседују звонасту круницу од пет листића, појединачни су или у групама од три цвета. Плодови огрозда већи су од бобица других рибизли, зеленкасто-жуте или ружичасте боје. Цветови и плодови су покривени жлездастим длакама, али постоје и сорте с глатком кожицом плода (егзокарпом). Укус плодова је слатко-киселкаст.
Животни век му је у просеку 15 година, почиње да рађа после друге године, а пуну родност даје између 5. и 8. године. Огрозд је отпоран на ниске температуре и може да издржи до -25 °C, али не погодују му високе летње температуре где може доћи до оштећења на листовима.
Садржи пуно провитамина А, пиридоксин, биотин 9 и витамин Ц. Од минерала ту су манган, магнезијум, калијум, цинк и силицијум.